# Boeil-Bezing
Boeil-Bezing es una localidad y comuna francesa que pertenece al departamento de los Pirineos Atlánticos, en la región de Aquitania. El gentilicio francés para los oriundos de esta comuna es Belvézinois.

## Comunas limítrofes
- Nousty, Angaïs y Bordes al norte.
- Soumoulou al noreste.
- Gomer al este.
- Pardies-Piétat y Saint-Abit al oeste.
- Beuste al sureste.
- Arros-de-Nay al suroeste.
- Baudreix al sur.

## Demografía
| 1901 | 1962 | 1968 | 1975 | 1982  | 1990 | 1999 | 2006  |
| ---- | ---- | ---- | ---- | ----- | ---- | ---- | ----- |
| 683  | 773  | 791  | 930  | 1.009 | 962  | 935  | 1.147 |